# Persicaria huananensis
Persicaria huananensis är en slideväxtart som först beskrevs av A.J.Li, och fick sitt nu gällande namn av B.Li. Persicaria huananensis ingår i släktet pilörter, och familjen slideväxter. Inga underarter finns listade i Catalogue of Life.